# Sensuous Chill
Sensuous Chill es el decimoctavo álbum de estudio del compositor griego Yanni. Fue lanzado el 29 de enero del 2016. 

## Lista de temas
| N.º | Título                 | Duración |  |
| 1.  | «Thirst for Life»      | 3:46     |  |
| 2.  | «Rapture»              | 3:34     |  |
| 3.  | «Drive»                | 3:55     |  |
| 4.  | «What You Get»         | 4:34     |  |
| 5.  | «Desert Soul»          | 3:35     |  |
| 6.  | «1001»                 | 3:53     |  |
| 7.  | «The Keeper»           | 3:28     |  |
| 8.  | «Whispers in the Dark» | 3:51     |  |
| 9.  | «Seeing You Around»    | 3:38     |  |
| 10. | «Orchid»               | 4:13     |  |
| 11. | «Our Days»             | 4:26     |  |
| 12. | «A Little Too Late»    | 3:54     |  |
| 13. | «Dance for Me»         | 4:33     |  |
| 14. | «Retreat to Dream»     | 3:33     |  |
| 15. | «Test of Time»         | 3:55     |  |
| 16. | «Can't Wait»           | 4:06     |  |
| 17. | «I'm So»               | 4:37     |  |